# Hans-Joachim Simm
Hans-Joachim Simm (* 8. Dezember 1946 in Braunschweig) ist ein deutscher Schriftsteller und Herausgeber.

## Leben
Nach dem Studium der Klassischen Philologie, Germanistik und Philosophie an der Freien Universität Berlin und an der Ludwig-Maximilians-Universität München war Simm ab 1972 Lektor für Klassikerausgaben und Literaturwissenschaft im Carl Hanser Verlag München. Nach der Promotion zum Dr. phil. bei Friedrich Sengle, Hermann Krings und Hans-Friedrich Rosenfeld und nach Lehraufträgen an der Ludwig-Maximilians-Universität wechselte Simm 1984 zum Suhrkamp Verlag Frankfurt am Main, wo er die Bibliothek deutscher Klassiker betreute. 1990 übernahm er das Lektorat des Insel Verlags, 2001 die Programmleitung, 2006 die Verlagsleitung und zugleich die Leitung des Verlags der Weltreligionen sowie der Buchreihe „edition unseld“.
Daneben nahm Simm Lehraufträge an den Universitäten Frankfurt und Mainz wahr, gab zahlreiche Werkeditionen und Anthologien heraus und verfasste Rundfunksendungen zu kultur- und gesellschaftsgeschichtlichen Themen. Seit Ende 2010 arbeitet er als freier Schriftsteller.

## Veröffentlichungen (Auswahl)
- Georg Büchner, Werke und Briefe, München 1980/1988, ISBN 3-423-12374-5.
- Literarische Klassik, Frankfurt am Main 1988, ISBN 3-518-38584-4.
- Abstraktion und Dichtung. Zum Strukturgesetz der Literaturgeschichte, Bonn 1989, ISBN 3-416-01792-7.
- Von der Gelassenheit, Frankfurt am Main und Leipzig 1995, ISBN 3-458-33805-5.
- Von der Würde des Menschen, Frankfurt am Main und Leipzig 1997, ISBN 3-458-34245-1.
- Deutsche Gedichte in einem Band, Frankfurt am Main und Leipzig 2000/2009, ISBN 3-458-17440-0.
- Goethe und die Religion, Frankfurt am Main und Leipzig 2000, ISBN 3-458-33900-0.
- Friedrich Nietzsche, Formel meines Glücks. Aus Nietzsches Werken und Nachlaß, Frankfurt am Main und Leipzig 2001, ISBN 3-458-34451-9.
- Zauber und Wunder. Die Märchen der Welt, Frankfurt am Main und Leipzig 2002/Stuttgart 2011, ISBN 3-15-010843-8.
- Teofila Reich-Ranicki, Marcel Reich-Ranicki, Wir sitzen alle im gleichen Zug, Frankfurt am Main und Leipzig 2003, ISBN 3-458-19239-5.
- Das Zauberreich der Phantasie. Die Märchen der Dichter, Frankfurt am Main und Leipzig 2004, ISBN 3-458-17167-3.
- Wortmagier des Orients. Arabische Erzählungen, Frankfurt am Main und Leipzig 2004, ISBN 3-458-17223-8.
- Zwischen Himmel und Erde. Russische Erzählungen, Frankfurt am Main und Leipzig 2004, ISBN 3-458-17174-6.
- Das Buch der Wunder. Phantastische Erzählungen. Mit einem Vorwort von Carlos Ruiz Zafón, Frankfurt am Main und Leipzig 2005, ISBN 3-458-17239-4.
- Von der Toleranz, Frankfurt am Main und Leipzig 2006, ISBN 3-458-17353-6.
- Die Religionen der Welt. Ein Almanach zur Eröffnung des Verlags der Weltreligionen, Frankfurt am Main und Leipzig 2007, ISBN 3-458-72000-6.
- „Und ich sah einen neuen Himmel“. Jenseitsvorstellungen in den Religionen der Welt, Stuttgart 2012, ISBN 3-8436-0202-6.
- Balladen der Weltliteratur, Wiesbaden 2014, ISBN 3-86539-384-5.
- Lob des Landlebens, Stuttgart 2015, ISBN 3-15-010945-0.
- Aspekte der Bibel. Themen, Figuren, Motive, Freiburg 2017, ISBN 978-3-451-37504-0.